# Akira Saito
Pas d'image ? Cliquez ici
Akira Saito (斉藤 明, Saitō Akira), né le 2 décembre 1963, est un ancien pilote japonais de Grand Prix moto. Il parcourt sa meilleure saison en 1995 lors de laquelle il termine à la 4e place de la catégorie 125 cm3.